# Vilborg Davíðsdóttir
Vilborg Davíðsdóttir (3 de setembro de 1965 em þingeyri) é uma escritora e jornalista islandesa. Os seus romances Við Urðarbrunn  (1993) e Normadómur (1994) ambientam-se na época viking e estão influenciados por sagas islandesas.

## Obra
- Hrafninn - kilja (2006)
- Hrafninn (2005)
- Felustaðurinn (2002)
- Galdur - kilja (2002)
- Korku saga - kilja (2001)
- Korku saga - Við Urðarbrunn og Nornadómur (2001)
- Galdur (2000)
- Eldfórnin (1997) (O sacrifício)
- Normadómur (1994) (O juízo das bruxas)
- Við Urðarbrunn (1993) (O poço dos destinos)

## Links
- Site on Icelandic writers